# ゼンダマン
『タイムボカンシリーズ ゼンダマン』（英語表記：Zenderman）は、1979年2月3日から1980年1月26日までフジテレビ系列で、毎週土曜18:30 - 19:00（JST）に全52話が放映された、タツノコプロ制作のテレビアニメ。

## 概要
『タイムボカン』と『ヤッターマン』のヒットを受けて制作された、「タイムボカンシリーズ」3作目。タツノコプロ創業者である吉田竜夫が前作の放送期間中に死去したのに伴い、本作品からは竜夫の後を継いでタツノコの社長に就任した吉田健二が、制作者としてクレジットされている。また善玉2人の声優に三ツ矢雄二と、当時新人だった滝沢久美子を新たに登用、さらに前作まで主題歌の歌唱を手がけていた山本正之も声優として参加、悪玉サイドにメンバーの増員が行われるなど、様々な変更点も散見される。
本作品では『タイムボカン』以来のタイムトラベル要素が復活し、「タイムトンネル」という設定を生かして過去の人物を呼び出した後、バトルの舞台を現代で行うという流れも時折見られた。また「行き場所」については、前2作のような「2クール目からの路線変更」は行われず、第2話の「浦島太郎」を皮切りに初期から「日本昔話」や「世界名作童話」が取り上げられている。ただし場所や人物の名称は『タイムボカン』のようにそのまま、もしくは『ヤッターマン』のように改変されていたりと、必ずしも一定している訳ではない。
毎回のハイライトである善悪のバトルに関しては、前半はファンファーレやゾロメカの流れを汲むシステムメカといった、前作のポイントを踏襲した面も見られたが、第36話以降はゼンダゴリラによるプロレスを主体としたメカ戦に落ち着く。シリーズの象徴となった三悪のメカが爆発した際のドクロ雲は本作品にてほぼ完成形となり、涙を流すバリエーションも登場した。また、演出を担当した押井守をネタにした「オシイ星人」が登場したのも本作品である。

## ストーリー
不老長寿の秘薬「命のもと」を探し出し、世界平和に役立てるため、紋者博士はタイムトンネルを完成させたが、自分たちの私利私欲のために「命のもと」を奪おうとするアクダマトリオは、タイムトンネルの別の入り口を見つけ、タイムトンネルに入ることに成功した。紋者博士の孫であるさくらちゃんと、博士の助手である鉄ちゃんが善意の塊ゼンダマンに変身し、アクダマトリオの野望を打ち砕く戦いを描いた作品。

## 登場キャラクター

### ゼンダマン
名乗った後に組体操の要領で、さまざまな入り方で「Z」のポーズを取る。変身時の掛け声は「衣替え」。
鉄ちゃん（） / ゼンダマン1号
声 - 三ツ矢雄二
本作品の主人公。紋者博士の助手。一人称は「ボク」。13歳の少年。紋者研究所の近くに住んでおり、スポーツ万能でプラモデルが趣味。ハンバーガーが好物。星座はしし座。武器はケンダマコルトとセンスソーサーとゼンダディスコパンチ（ソーサーを打ち出す銃。当時提供スポンサーのタカトクトイスが発売した玩具を流用）。また、ゼンダライオンやゼンダゴリラがピンチに陥った際に、電気ショックによって活力を蘇らせる鞭「愛のムチ」も所持。アクションに勝利すると2号アマッタンと共に「勝利の手打ち式（初期の数話のみ、後に「勝利の確認」へ変更）」で音頭と取ったが、ゼンダゴリラの投入以降は行っていない。ムージョをからかう発言も多い。
鉄ちゃん役は当初曽我部和行が担当する予定で、主題歌のレコーディングにもセリフ入れで参加していたが、番組初収録前に体調不良となり降板したことから（その後、第49話にゲスト出演している）、三ツ矢が演じることとなった。

さくらちゃん / ゼンダマン2号
声 - 滝沢久美子
本作品のヒロイン。紋者博士の孫娘。鉄ちゃんのガールフレンド。一人称は「私」。12歳の少女。趣味は読書。わがままで桜餅が好物。星座はおとめ座。何かと美しさのことで隣に住んでいるムージョと張り合う。武器はペンシングとピカリング。ピカリングでアクダマトリオの組体操を妨害したことがある。また、その組体操が失敗する度に、「それとも中年太りかしら!?」（第44話）「あんまり無理すると神経痛が出るわよ!中年の皆さん!!」（第51話）とアクダマトリオをからかうことが多い。

アマッタン
声 - 麻上洋子（第1話）→佐久間あい（第2話 - ） ／ 川上とも子（ボカンですよ） ／ 深森らえる（ボカンGoGoGo）
ゼンダマンの二人が作ったロボット。列車の車掌をモチーフにした姿をしている。具体的なメカの運用を司っており、胸にシステムメカを組み立てるコンピューター、クミコンが内蔵されている。余りものの材料で作られているためシステムメカの部品を余らせてしまうという欠点を持っている。特殊な笛を吹くことでゼンダメカを呼び出すことも可能。一人称は「ボクタン」で語尾に「〜ッタン」を付けて話す。タイトル読み上げも担当。

### アクダマン（アクダマトリオ）
紋者研究所の隣に建てられている屋敷に住む、命のもとを狙う三悪。女ボスのムージョが2人をスカウトし、結成した。紋者博士を騙して割符を横取りする際には様々なコスプレ（タイムワープする時代のエピソードに関するものが多いが、そうでない場合もある）を披露し、名乗りの際はゼンダマンに対抗し、「A」のポーズを取るがゼンダマン側の妨害や自分たちのミスでほとんど失敗する。
今作のおしおきパートの都合上、互いに責任転嫁をすることが多く、仲間意識とチームワークの無さが壊滅的でテーマソング「ムージョ様のために」によるとトボッケーもドンジューローも陰ではムージョを「スカムージョ」と見下していたり、本音が出ると呼び捨てにしている。
第19話では、アクダマンの変身シーンと出動シーンが存在する。(変身時の掛け声は「お色直し」)
ムージョ
声 - 小原乃梨子
お色気美女でアクダマンの女ボス。24歳。自称、世界一の美女。何かにつけて隣に住んでいるさくらと美しさで張り合い、トボッケーにいつも「どっちがいい女か」と質問を行っている。美しさを維持するための努力を怠らず、スタイルもモデル並みに抜群である。被り物や仮面姿だったこれまでの女ボスの容姿を大幅に改訂し、ヘアバンドのみの素顔で登場（変装する際は仮面を着用することもある）、衣装も歴代女ボス中もっとも露出度が高い。タイムワープをする際、及び各時代ではマントを着用し、ゼンダマンとの戦いで名乗りを上げる際に脱ぐのが恒例。鉄ちゃんもムージョの色っぽさに赤くなってしまうほどであり、その成果は中盤以降の悩ましポーズで発揮される。本編にてサイバンマシーンに処罰された回数は最多である
世界一の美女を自称しているだけに『タイムボカン王道復古』ではナレーターや観客を、『ボカンGoGoGo』ではドクロベエを魅了したことがある。

トボッケー
声 - 八奈見乗児
アクダマンのメカ製造および戦術担当。25歳。ムージョにスカウトされる前は落ちこぼれ科学者だったが、天才頭脳を持っている。女子高生だけでなく女子中学生が大好き。たまに、視聴者のサポートしているかのように常識人的なマトを得た発言をしたりする。故郷は会津若松市で、同様に「会津若松のおハナちゃん」がたまに言及される。ムージョから「あたしとさくらどっちが美人か」と質問され最初はムージョを立てるなど、ムージョに好意を持っているような発言をしているが最後につい本音を出していつもムージョを怒らせている。
一人称は「アタシ」または「ボクちゃん」（ただし、真剣になった際には一人称が「俺」になることがある）でオネエ口調。ボタンを押す時の口癖は「ディボっとな」。攻勢に出るときの台詞は「今週の脱線転覆大作戦〜」。ドンジューローからは「トボやん」と呼ばれる。

ドンジューロー
声 - たてかべ和也
アクダマンの力仕事担当の怪力男。30歳。フルネームはナニワヤ・ドンジューロー。元プロレスラーや歌舞伎役者をやっていたが、身体を壊して引退し、その後ムージョにスカウトされた。その経歴から、見得を切る癖がある。余り態度に表さないが、ムージョに好意を持っており、命のもとを手に入れた暁には歌舞伎役者にカムバックし、ムージョと結婚しようと思っている（ただし、呼び捨てしたり、責任を押し付けたり、サイバンマシーンでムージョがお仕置きされる場合はトボッケーとともに積極的にお仕置きに協力する場面もある）。またサイバンマシーンからは「台詞が少ない」「出番がなかった」と他の二人に比べ、理不尽な理由でお仕置きを受けることもある。トンズラーと同じく関西（大阪）弁で話す。一人称はトンズラーと同じく「ワイ」。インチキのときの女装や変装することもある。

ニャラボルタ
声 - 池田勝
アクダマンと行動を共にする長毛の猫。人語を話し、一人称は「我輩」、稀に「僕」で語尾に「ニャ」を付けて会話する。体色はピンク色。資金不足に陥っていたアクダマンの前に突如現れ、小判が詰まった千両箱を差し出して資金援助を行った。
元は名無しだったがムージョによって名付けられ、可愛がられている。それもあるのか普段はムージョの忠実な下僕として振る舞い、彼女が気分を害した時に、そのきっかけとなった人物の顔を引っかいている。しかし、裁判メカの判決でムージョが処罰された際にはトボッケーやドンジューローの場合と同様、他人事のように笑って見ている。ただ、ドンジューローが傷心した時に体を摺り寄せて慰めたこともある。
最終話（第52話）で命のもとを水で薄めながら3000年も飲み続けて現在まで生き延びていた化け猫であったことが紋者博士の口から明かされた。本性は大変狡猾で、上記のように処罰に参加したり、彼らの不幸を嘲笑うほか、第51話でアクダマンが奪った命のもとが入ったタンクにあらかじめ仕掛けていた爆薬で穴を開けて漏出させ、自分の分は竹筒に入れて独り占めしつつ、タンクが空になるようにタイムトンネルを操作して遠回りをさせていた。全てが露見したことに逆上、メカを乗っ取って攻撃するも修理を終えていたゼンダゴリラに一蹴されて敗れた上に、竹筒をアクダマンに奪われ、中身を飲み干されたために命のもとの効果が切れ、干乾びたかのように一気に老衰して死亡した。『ボカンGoGoGo』では彼によく似た猫が登場しているが、ニャラボルタとは異なり人語は話さず、同一の存在であるかまでは言及されていない。

### その他
紋者博士（）
声 - 宮内幸平
さくらちゃんの祖父。不老長寿の秘薬「命のもと」を探している。人が良いせいか毎回アクダマンにだまされ、命のもとのありかの手がかりを奪われてしまう。博士はゼンダマンの正体が鉄ちゃんとさくらちゃんとは知らされておらず、ゼンダマンの親友とされている。そのためいつも「ゼンダマンによろしくな」と言う。幾度かゼンダマンと一緒に出動しようとしてはいるが、その度にさくらちゃんや鉄ちゃんに色々理由を付けては置き去りにされている。

トボ山 タケオ（）
声 - 八奈見乗児
メカレス戦の際に実況アナウンサーとして登場する。トボッケーとは容姿と声が似ているが別人である。悪玉メカびいきの実況を展開する。

ドンノ 十郎（）
声 - たてかべ和也
メカレス戦の際に解説役として登場する。ドンジューローとは容姿と声が似ているが別人である。

トミー・ヤマ
声 - 富山敬
メカレス戦の際にリングアナウンサーとして登場する。その名の通り声を担当している富山がモデルで、シリーズとしては本作品が初登場。

ナレーター
声 - 富山敬
前作の流れを汲む「解説しよう」や「解説せねばならない」などのフレーズを使用したことから、登場人物から「解説マン」と呼ばれることもあった。また、本作品から富山は次週予告ナレーションも担当している。

## 登場メカ

### ゼンダマンのメカ
ゼンダライオン
声 - 山本正之
ゼンダマンを乗せタイムトンネルを駆け巡る蒸気機関車とライオンを合わせたメカ。ナンバープレートは「B-4416」（動輪が二つあることを示すBと、九九の4×4=16→獅子の16という洒落から）。上半身を前に倒すことで、走行形態（玩具での名称は「シシポッポ」）に変形する。帽子にカラオケ装置を内蔵しており、声を担当した山本自身が歌うテーマソング通りの「のど自慢」で、タイムトンネル走行中はその自慢の喉を振るわせ、セリフにメロディをつけるという、独特の台詞回しで話したりもした。また、現代の出動においてはゼンダマン基地側に置かれた廃トレーラーの荷台を展開させパネルを通路として連結し道路に接続して出動する（第1話など）。出動時ゼンダマンたちは下顎の牙をグリップとして握る。またアマッタンは後部スペースに座って乗り込む。
武器はたてがみを展開させて放つ熱線ライオンビーム、鼻からの高熱蒸気噴射、口から火焔放射機に、こしょう爆弾、笑いガス弾、破壊音波などがある。アクダマンのメカの攻撃を受けて行動不能になるが、1号の持つ「愛のムチ」で打たれると「効いた〜!!愛の〜目覚め〜!」と称して元気を取り戻す。オーケストラメカによるファンファーレの後、アマッタンが作成したシステムメカでピンチを乗り越える。またファンファーレメカが行動不能に陥った際などは、ゼンダマンがファンファーレを担当するときもあった。
歌うことしか興味を持っていないため、戦闘には消極的。アマッタンの嘘で救援メカがデビューしたと聞いた際、「ガラクタども」と評するなど口が悪く、「初めから目覚めているから今日はいらん!」と愛のムチの電流をゼンダマン1号に逆流させたこともあった。こうした性格に手を焼かされた鉄ちゃんとさくら、アマッタンは徹夜でゼンダゴリラたちを造ることとなり、第36話以降、ゼンダゴリラ、ゼンダコトラ、ゼンダワンを格納する貨車とアマッタンが立って乗り込む専用の台車の合わせて4両を連結し全5両編成の輸送専用車両となった。
システムメカ
『ヤッターマン』のビックリドッキリメカに相当する、最終兵器的メカ。ゼンダライオンのしっぽに引っ掛けたトランクの中からパーツが現れ、それをアマッタンが持つリモコン「クミコン」で組み立て、アクダマメカを攻撃する。そのパーツは一般的な物から、野菜・日曜大工用品・学用品・金貨など色々有る。
大抵はアクシデントなしでアクダマメカを撃破することが多いが、時によってはアマッタンがパーツを1ヶ余らせたためにピンチになるも、偶然から勝利するという例もしばしば有る。次の通り。
1. 第1話の箱船メカ戦…ジェットコースターレールメカを作成し、箱船メカを乗せて暴走させるも、パーツが余ってメカがストップしてしまうが、レールメカが揺れて再び暴走し、岩に激突させて大破。
2. 第13話のコバンマリン戦…日曜大工メカ製のノコギリザメメカを作ったのに対し、アクダマンは小判爆弾をノコギリザメメカに貼り付ける。だがパーツが余ってノコギリザメメカはバラバラになって、小判爆弾がコバンマリンに戻り、そうとは知らぬトボッケーのボタン操作で爆破。
3. 第14話のハネスネーク戦…学用品メカで飛行機を作るも、バネパーツが余ってハネスネークの攻撃で大破、だが余ったバネがミサイルを発射して勝利。
4. 第23話のギュウバコーン戦…竹筒メカを組み合わせた闘牛士ロボを作るも、剣を刺した直後に爆発させるのに必要な信管パーツを余らせてしまう。しかし調子に乗ったムージョがレーダーを狂わせて突撃を命じたため、ゼンダマンが期待した馬鹿さ加減を曝け出す格好で激突の衝撃によって闘牛士ロボ諸共爆破。ムージョはサイバンマシーンにもこれを指摘された。
5. 第35話のハリコンタイガー戦…竹筒メカで作った弓兵メカを作るも、パーツが余ったために矢が打てず、ハリコンタイガーの大型爆弾で大破。だが矢の爆弾が爆風でハリコンタイガーに命中して爆破。

ゼンダゴリラ編となった第36話以降のシステムメカは、メカレス用のリングとなり、毎回同じパーツを組み立てて完成、また夜間試合となった第45話では、照明まで作られた。なおメカレスの客席（一部除く）や、第48話の土俵（この回は相撲勝負だった）については語られていない。
ゼンダモグラ
声 - 宮村義人
戦力不足を埋めるために登場（初登場は第3話）したモグラの姿をしたゼンダーメカ（救援メカ）。口の先に付いたドリルと回転する手で地中を進むことができ、装備は、ドリルを回転させて飛ばすドリルパンチに、羽を広げれば空も飛べるジェットノズル、背中に装備された特殊爆弾。アマッタンの笛でやって来る。地中での探索や戦闘に適している。歌いながら登場する。
ゼンダビーバー
声 - 田中勝
戦力不足を埋めるために登場（初登場は第4話）したビーバーの姿をしたゼンダーメカ（救援メカ）。敵を切り刻む両手の丸ノコギリと、相手を噛む前歯に、背中より飛び出すチェーンを装備として備え、森林や水中での戦闘に適した仕様となっている。アマッタンが笛を吹くことで、タイムトンネルを駆けてやって来る。ジーン・ヴィンセントの『ビー・バップ・ア・ルーラ（"Be Bop A-Lula"）』を模した歌を歌いながら仕事をこなす。ムージョからは「バービー」などと呼ばれる。
ゼンダシロクマ
声 - 荒川保男
戦力不足を埋めるために登場（初登場は第5話）したシロクマの姿をしたゼンダーメカ（救援メカ）。強力エンジンによるキャタピラで走行。装備は背中に2基搭載した特殊爆弾と、相手を凍らせる口から出す冷気、素早く伸びて敵を吸い付ける胸に隠してある強力磁石。アマッタンの笛でやって来る。寒冷地での戦闘に適している。民謡を歌いながら登場する。ムージョには「ベアベア」と呼ばれている。
第36話以降、ゼンダゴリラが中心となってメカ戦で戦うようになったため、3機とも登場しない。
ゼンダゴリラ
声 - 飯塚昭三
ゼンダライオンの戦闘嫌いに手を焼かされていたゼンダマンが第36話冒頭で完成させて登場したゴリラ型のゼンダーメカ。36話等におけるリングアナのトミーヤマの選手紹介によると、2600パウンドのAカップ。(パウンド数は稀に2600パウンド3分の2になったりと、若干の変動が有る。)移動用を兼ねていたゼンダライオンと異なり戦闘に特化したマシンで、怪力で戦う。足にローラースケートを履いており、ゼンダライオンが出したリングで、悪玉メカとプロレスで勝負する（例外的に土俵が出され、相撲で勝負したこともあった）。また、フェンシングで勝負したこともある（第37話）。勝負する前には逸るアクダマンを制して必ず「今週のアクション踊り」というダンスを踊り自身の士気を上げる。このとき尻を見せ、トボッケーに「ムージョに変なもん見せんなー!」と怒られるのはお約束。乳房が燃料タンクになっており、エネルギー切れになるとゼンダワンから補給を受ける。強い刺激を受けたり極度に興奮するとエネルギーを過剰消費するという弱点があり、毎回そこを突かれてムージョのお色気攻撃「悩ましポーズ」で鼻息を荒らげ歌い混乱状態「春の目覚め」に陥るが、1号の持つ「愛のムチ」で打たれると「野生の目覚め」となって、悪玉メカに逆転勝利する。基本的にプロレス技を使うが、胸部からミサイルを放つこと（第39話）や、ロケットパンチを放つこと（第42話）も可能。語尾に「ゴリラ」を付けて話すことが多い。第40話以降は、その時代の女性客に歓声を浴びるようになり、ムージョに「世の中、どっかが狂ってるよ」と言われたり（第40話）、トボ山タケオに「世の中も変われば変わるものです」と言われるようになる（第44話）。
ゼンダコトラ
声 - 山本正之
初登場は第36話。その名のとおり子供のトラの姿をしたゼンダーメカ（救援メカ）。背中に救急箱を抱えている。ゼンダゴリラの修理役を担当するほか、鉄球やつま先から出すミサイルで援護攻撃も行う。主に破損した部分を針と糸の補修財で修理する。口がバーナーになっていて、閉じると溶着ペンチの役割をなし断線した配線をつなぐことも可能。
ゼンダワン
声 - 田中勝
初登場は第36話。ダックスフントの姿をしたゼンダーメカ（救援メカ）。ゼンダゴリラのエネルギー補給を担当。長い体の腹部に3基の燃料タンクを積んでおり通常上の2基が発射される（残り1基は予備）。ゼンダコトラの修理中、背部のミサイルや体当たりで援護攻撃を行うこともある。
ゼンダマン基地
ゼンダ基地とも。ゼンダマンたちの使う6階建の移動基地。最上階がハンバーガー店になっていて普段は地面の中に隠してあるが、タイムマシンも内蔵しており緊急時には「呼び寄せミラー」を使って呼び出す。走行時は60km/h。基地上部のミサイル発射台、基地前面に赤外線ビームを内蔵。基地内部にはゼンダライオン等のメカを待機させることができる。また、隣接して置かれているトレーラーの荷台は道路合流用のランチになっており荷台パネルを展開して高架道路に連結する。

### アクダマンのメカ
シャレコウベメカ
シャレコウベ型のメカ。アクダマンがタイムワープする際に使う。『タイムボカン』のタイムガイコッツに相当し、本機を核にして、装甲や武器を装備して出発する。ニャラボルタが加わる前に少ない予算で作成したが、装甲が頑丈である。

アクダマンメカ
浦島太郎の時代→カメメカ（第2話）など、行った時代に因んだ物や動物がモデルとなっている。また二重構造になっていたり、トボッケーの「アクダマメカ、衣替えェ!」のコールで変形するのもある。第36話からは、モチーフは変わらないが、メカレスのためにレスラー（稀に騎士や相撲取り）に似た姿をしているメカが登場。そのメカレスでは観客に罵声を浴びせられた上物を投げつけられるのが定番となっている。
ゼンダライオンとの戦いにおいては、第4話・第21話のようにコクピットを突付かれたり、第5話・第34話などのようにコクピットにミサイルが戻ってきたり、第19話のように杭打ち機メカで潰されたりしても、シャレコウベメカは無事であることが多い。こうしたやられ方のパターンは、『逆転イッパツマン』まで踏襲されることとなる。

サイバンマシーン（おしおきマシーン・裁判メカとの表記もある）
声 - 宮村義人
アクダマンのアジト地下にいつの間にか置かれていた巨大なメカ。左側にハンマーと重火器を、右側に重火器をそれぞれ装備する。誰が作ったのかは作中では明確には触れられておらず、第1話の時点ではトボッケーもその存在を知らなかった様子を示している。毎回失敗の原因を分析し責任者に罰を与える。失敗の責任が一番重いと判断された者を断罪し、「馬蹴りの刑」や「サンドバッグの刑」などに処した。自身の判決に逆らうことを良しとせず反論すれば即法廷侮辱罪に。第24話では弁護士メカをライフルで撃破、また第36話では内蔵している重火器を全展開して抵抗するアクダマンたちを屈服させたこともあった。ただしかなりいい加減なところもあり、全員を処罰したり、「時間がないので適当に決める」としたこともある。
抑揚のない低い声で話すのが特徴だが、第31話などごく稀に自身の感情を表に出すような声を出すことも。特定の誰かに責任があると言いつつ別の人物を最も責任重大と断定するなど論理を飛躍させたり、アクダマンが若返っていてもそれと認識できるなど、優秀なコンピューターを持つ。
1週間に一度判決を下さないと異常を来す。それゆえ第51話では、アクダマンがニャラボルタの策略で戻って来れなかったために怒鳴り声を上げながら怒り狂い、ハンマーを叩き続けたり右側にある重火器を乱射した末に最終回で暴走。ハンマーが外装を叩き潰して屋敷を巻き添えに大爆発という最期となった。
EDクレジットは「裁判メカ」と表記され、アクダマンも時折、裁判メカと呼称する。
弁護士メカ
第24話と第41話に登場。アクダマンの弁護を行うためにトボッケーが製作したメカ。
第24話に登場した1号機は弁護士スタイルと漫才師スタイルの2面構造となっており、弁護士メカが「お許しください。彼らの努力を買って執行猶予とか」と発言した直後に、漫才師スタイルに切り替わった途端「いよぉー裁判長大統領、こんちまたにくいねぇ、女殺し」と発言したことから、直後にサイバンマシーンの右肩にあるライフルによって破壊された。
第41話に登場した2号機は弁護士スタイルのみとなり、「予算を使った割には工夫のないアイデア不足にある」という検事側の文書を誤って読んでしまった。
第24話・第41話とも、最終的にトボッケーが刑罰を受ける羽目となった。

#### コクピットメカ
おだてブタ
声 - 富山敬
前作に引き続いての登場。本作品では鉄道の腕木式信号機を登って登場する。なお前作のようにヤシの木を登って登場することもある。本作品では、「ブタより太ったブタもいる」（第16話で鬼によって太らされたアクダマンに対し）や、「毎度やってると疲れるのだ」（第35話）や、「ブタも貶せばずり落ちる」（第43話で敗戦後）のように、アクダマンを茶化したり、巨大サイズで鼻息をムージョにかましたり（第39話）、ムージョがゲストキャラを口説き落とそうとした寸前に突如現れたり、とタイムボカンシリーズの中でもかなりアクティブである。

オシイ星人
声 - 荒川保男→坂東健児
トボッケーがマンネリを破るべく徹夜で作り上げた宇宙人型メカ。第20話で初登場。攻撃が反れると登場し、踊りながら（初回のみ振付けが異なっている）「惜しい」を「オシイ」と絡ませ、最後に「もうチョト〜」で締める歌を歌う。モデルはタイムボカンシリーズに演出として参加していた押井守。デザインは笹川監督の手による。
次作「オタスケマン」のエンディングテーマでは映像（第1エンディングでは歌の方も）の締めを担った。

はげましカラス
声 - 池田勝
「ハゲ増し」との引っ掛けで、頭がハゲているカラス。こぶしを振り上げて「ヤラレンナヨー」と叫ぶ。

コーラスガラス
声 - 池田勝、宮村義人、山本正之、富山敬
4羽一組のメカ。別名はヤルガラス。3体が順番に言った後に最後の1体が必ず負けることを推測することをコーラスをする。なお1回だけ最後の1体とおだてブタが入れ替わって登場して、他のカラスがずっこけたことがあった（第42話）。また、最後の1体がムージョに撃たれて壊されたこともあった。

ワンスモアガラス
声 - 佐久間あい
コーラスガラスが登場した後に再び登場させる。

お答えガラス
声 - 富山敬、肝付兼太
割符の鑑定をしてくれるメカ。セリフの最後によく、「ただし正確な情報ではありません」と付け加えることが多い。

### その他のメカ
ドッチデモイーゾー
メカレス戦でレフェリーを担当する。

## 用語
タイムトンネル
アクダマンが使用する大昔にも未来にも行けるメカ。紋者博士の発明を真似して作った。
ムージョ屋敷
紋者研究所の裏手にある崩れかけた屋敷。外見こそ崩れかけているが内部は生活可能な環境を有しアクダマンの隠れ家になっている。電気、ガス類は盗んで使っており、紋者研究所に電線を接続して情報を盗み聞きする。階段を降りた所にサイバンマシーン、右手側は作業場、左手側はタイムトンネル、ムージョの個室は男性立ち入り禁止。最終話でサイバンマシーンが暴走の末に自壊したため、崩壊してしまった。
命のもと
不老長寿の効果があると言われている秘薬であり、本作品におけるキーアイテム。
紋者博士はこれを世界平和に役立てるために研究を重ね、探索と回収のためにタイムトンネルを完成させた。しかし、これを己のために用いようとするアクダマトリオが妨害工作を仕掛けてきたことから、戦いの幕が切って落とされることになる。
第51話で命のもとが1860年（安政7年）の会津にあることが判明。争奪戦の末にティラノサウルスメカでゼンダマンを破ったアクダマンが命のもとが溢れた池を一滴残らず吸い上げて帰還しようとするも、真の黒幕であるニャラボルタの策略によってタンクに穴をあけられ、更にタイムトンネルを巧妙に操作された末に中身を空にされてしまう。
実は、命のもとの正体は「一時的な若返りの薬」であり、効果が切れればそのまま本来の肉体年齢に戻ってしまうもので、一度飲めば永遠の命を得られるといった都合の良いものではなかった。しかも原液のままでは効果が強すぎるため、飲むときは水で薄めなければ副作用を起こし、赤ん坊にまで肉体が戻ってしまう。3000年も生きているニャラボルタのように、適量を定期的に飲み続ければ長い年月生き永らえることも可能だが、一度でも摂取できずに効き目が切れると、その瞬間に急激な加齢により肉体が老化して死んでしまう。
実際に紋者博士が忠告しようとした時にアクダマンがニャラボルタから奪った命のもとを原液のまま（薄めないで）飲み干してしまったことで副作用を引き起こし、赤ん坊へと急激に若返ってしまった。反対にニャラボルタはアクダマンに竹筒を奪われた挙句、中身も全て飲み干されたために命のもとを摂取できず、効果切れによって呆気なく老衰死してしまう自業自得な末路を遂げた。

## アクダマンの受けた刑罰
刑罰用の装置やメカはサイバンマシーン同様、誰によって製作されたかまでは特に言及されていない。装置やメカの操作は刑罰を免れたメンバーやニャラボルタが行っていた。

### ムージョ
ペンペンの刑
第1話。処罰理由は「リーダーとしての責任の欠如」。水車型のメカ本体に取り付けられたマニピュレーターに連続で尻を叩かれる。この水車メカは手回し式で、トボッケーが操作を担当した。
かすみ網の刑
第9話。「口の割には大して活躍がない」から。光線の具合で霞んで見える上に所々穴の開いた網の上を歩かされる。下に針地獄。
三千里の刑
第11話。理由は第1話とほぼ同様。超高速で回転するコンベアの上を走らされる。背後に回転ノコギリ。
宇宙迷子の刑
第17話。自分たちの活躍をアピールするトボッケーとドンジューローの眼の前で「お前たちが当てにならないから新人を募集する」と発言したことで、「部下を信じようとしない」とサイバンマシーンに判断され、且つお色気過剰であるという理由で処された。トボッケーとドンジューローが動かすプラネタリウムを背景に逆さ吊りにされる。
美容体操の刑
第18話。「部下にだけ寒い思いをさせ、自分は美容のためと称していた」から（二人に氷河期でマンモスを探させ、連絡が来るまで風呂に入っており、一度は無視しようとした）。体中にベルトを巻かれ、体操の如くあちこちに引っ張られる。更にドンジューローからは「お食事は当分レタスのお浸しだけでっせ」と告げられた。なお、判決が下った際、パック中だったためムージョが「今パックしてるんですけど、刑の執行はその後にしてもらえます？」と懇願しサイバンマシーンが男性陣共々ずっこける珍しい描写がある。
野球拳の刑
第19話。ジャンケンコンピューターと野球拳をさせられ、負けると服を剥ぎ取られる。判決理由はなく、「なぜかは知らねど」と言いつつの指名によるもの。
安楽の刑
第20話。「自分が悪いと思う者、前に出なさい」というサイバンマシーンの指示にトボッケーとドンジューローがすかさず後ろに下がったことで、ムージョが前に出た格好になったため。ドンジューローが第16話で受けた風船の刑と似ている。ニャラボルタに体内に空気を入れられたり、抜かれたりして上下の針地獄の間を風船玉のように漂わされる。最後は針地獄に接触して破裂、体型は元に戻るが素っ裸に。
インベーダーの刑
第23話。トボッケーが台に固定されたムージョの操作、ドンジューローが小型爆弾落としを担当するという形で反撃なしのインベーダーゲームをするというもの。いきなり判決を下されたため、「審議はしないんですか？」とムージョは問いたが、「黙れ。ムージョ、お前は馬鹿さ加減をさらけ出して今回の失敗を招いた罪はまことに許し難い」とサイバンマシーンに切り捨てられ、問答無用で処罰された。操作した2人は「ボクちゃん、こういうの下手なんよ」「ワイら給料安いよって、練習でけへんもんな」と言いながら楽しんでいた。
籠かきの刑
第26話。ベルトコンベアの上で尻を鞭で打たれながら、トボッケーとドンジューローの乗った籠の籠かきをさせられ、操作担当のニャラボルタに速度を上げられる。即刻言い渡されて処罰されたため、理由はない。
黒焦げの刑
第29話。処罰理由は「（坂本龍馬に恋をして）悪の道から脱落しようとした」から。煙の出る煙突の真上に吊るされて、トボッケーとドンジューローが交互にふいごを踏んで噴き出す煙を浴びて、燻製にされる。黒船との引っかけである（実際にサイバンマシーンは「黒船ならぬ」と言っている）。
裸踊りの刑
第31話。アクダライオン（声 - 滝口順平）敗北の責任を取らされてのもの（実際は即座に処罰）。温度調節可能な氷の牢中で裸踊りをさせられる刑罰。判決が下った時、「あら、ボクちゃんそういうの大好き!(トボッケー)」「ワイも好きや〜！(ドンジューロー)」の言葉に「我輩もだ!」とサイバンマシーンにしては珍しい抑揚のある返答をされたアクダマトリオは盛大にずっこけた。
踏み潰しの刑
第33話。処罰理由は「他人（トリオの男性陣）に責任を押し付け、代官に流し目を送った」から。巨大なロボット足に地面を踏まれた反動で上に飛ばされ、拳骨を食らって下に落とされるのを繰り返される。メカは有人操作であり、ドンジューローが担当。
叶わぬ鯉の滝登りの刑
第34話。サイバンマシーンに申し開きを許された瞬間、トボッケーとドンジューローの欠点をまくし立てたことで、「部下を庇うことなく、自分だけ良い子になろうとする」からという理由で有罪に。激しく流れる滝の下からかわるがわる突き出して来る針に尻を刺されながら、蔓を使って登るというもの。なお、この時トボッケーとドンジューローは「良い眺めね〜、ビールが美味しい」「そうや、ビジョビジョ（美女の引っかけ）や〜」とビール（ジョッキ）を飲みながら見物していた。「叶わぬ恋」と引っかけた刑罰である。また、処罰理由は前述の通り第33話のものと似ており、これは連続で処罰されたケースでも珍しいことである。
ごちそうの刑
第39話。処罰理由は「きびだんごを食うチャンスを何度も逃した」から。回し車の中でハムスターよろしくメカライオンに追いかけられる（つまりムージョ自身がごちそうにされる）刑罰である。
五輪の刑
第43話。処罰理由は「優勝する筈のないトボッケーとドンジューローを出場させ、神聖なるオリンピックを汚したムージョの罪はその体重と同じくらいに重い」のと、体重を出されて不服を唱えたムージョがサイバンマシーンにお色気を使ったことによる法廷侮辱罪ならぬ「法廷おちょくり罪」（サイバンマシーンはこの時、「目眩が〜」と言いながら軽くずっこけた）。小さなテーブルの上で両手足と腰に火の付いた小さいフラフープを片足立ちで回される刑罰で、回す輪の数とオリンピックの五輪を引っかけている。周りにはガソリンが流れており、落とすと火の海になる（火の海になる描写はトボッケーとドンジューローの想像入り解説のみ）。
素晴らしいプロポーションの刑
第44話。「メカ設計上の不備の罪」を理由に有罪にされかけたトボッケーが異議を唱えたため、これを認めたサイバンマシーンが「責任者」であることを理由に処した。胸と尻に風船を固定され、トボッケーとドンジューローがふいごで空気を入れて膨らました後、ニャラボルタが引っ掻いて屋敷ごと大爆発。上空に飛ばされながら全裸にされた。この時「お達者で〜（トボッケー）」「もう来るな〜（ドンジューロー）」「ニャラちゃん、来週から親分ニャー（ニャラボルタ）」と言われてしまった。判決が下った時、「やだぁ〜、これ以上美しくなったらどうしよう」と言っていたため、男性陣がずっこけた後で第18話同様サイバンマシーンが「ずっこけた〜」と言いながら真後ろにずっこけた。
巨人の刑
第46話。「特に目立って悪い者はいないが、そうはいかない」というサイバンマシーンの気まぐれによる指名で処された。いずれもトボッケーが受けた、第8話の島流しの刑と第38話の二枚目の刑を掛け合わせたようなもの。両手足を鎖で引っ張られながら、巨大なローラーに挟まれた体を巨人のように大きくされる。操作担当はドンジューロー。
お灸の刑
第49話。処罰理由は「悪玉のくせに小次郎の嘘に引っかかった」から。体の上に、お灸のもぐさで作った野球のダイヤモンドを設置される。トボッケーが簡易カタパルトで放ち、ドンジューローが操作するバッター型メカにより打ち放たれた火種によって一塁に当たる場所から点火。火はやがてホームの特大もぐさに到達(トボッケーいわく「ホームイン」。)し、その中に仕込まれた打ち上げ花火がドラゴン花火のような火花を吹き上げて打ち上がる。
昇天の刑
第50話。作中における最後の刑罰。処罰理由は「天女に情けをかけた」から（ムージョは全裸の状態でいた天女に「せめてもの情けよ」と自分のマントを与えていた）。列車砲のような巨大大砲でムージョを砲弾にして撃ち出す、所謂「人間大砲」である。それを見て大笑いしていたニャラボルタもトボッケーによって大砲に放り込まれて、一緒に処罰される羽目に。ムージョは撃ち出された後「後で物凄い仕返ししちゃうから」と報復する気満々だった。

### トボッケー
はりむしろの刑
第2話。針山で全身をつつかれる刑罰。吟味するのが面倒といって、三人の喧嘩の中で最後に名前が出たという非常に理不尽な理由で処された。
モグラ叩きの刑
第4話。モグラ叩きゲームのモグラの役をさせられる。予算不足を口実に、「ええ加減なメカ」を作って敗退したことによる理由からの処罰。
馬蹴りの刑
第7話。振り子のように宙吊りにされて、馬ロボットの後ろ足に蹴られ続ける。「他の2人よりもトボッケーが悪い」とサイバンマシーンは理由に上げていたが、どのように悪いのかは語っておらず、非常にいい加減。急に言われたトボッケー本人も「どうして!?」と驚いていた。
島流しの刑
第8話。縞模様の囚人服を着せられて、ローラーでつぶされる。その様から「縞流し」とも引っかけている。判決理由は「裁判中に無関係なことを言ったため」。
おだてブタの刑
第10話。上に2匹の豚がいる状態でカニロボットに追いかけられながら延々と木を登らされる。この回ではメカ（三重の塔メカ）を3分裂させてゼンダマンを撹乱したが、調子に乗ったトボッケーが作ってあった特大のおだてブタを登場させたため、本体を見破られて敗北したことが処罰の理由。
窮屈の刑
第12話。何故かいきなり判決を言い渡された時に、「審議もしないで判決なんて無茶よ」と文句を言ったことでサイバンマシーンから「今の一言でトボッケーに決定」と断じられた。狭い部屋内で四方八方から靴が押し付けてくる（「窮屈」と「靴」が掛かっている。）。
鮫攻めの刑
第13話。狭いガラス張りの部屋内で4枚の円盤ノコギリが前後から襲ってくる。処罰理由は「時間がないので簡単に決める」として、3人に向かって放った1個のサイコロがトボッケーの前で止まったからという極めて適当なもの。勿論トボッケーは「罪名言ってみろってんだい！」と激怒するが、その時手すりを何度も殴って壊してしまったがために「騒乱罪、及び法廷侮辱罪、並びに器物破損罪である」と告げられる羽目に。
毛抜きの刑
第14話。ドンジューローが操作するメカで髪と足の毛を抜かれる。この回のメカ、ハネスネークが爆発した際、どさくさに紛れてニャラボルタの毛を、日頃の恨みで毟ったことがサイバンマシーンにバレていたため、問答無用で処された。
ボール当ての刑
第22話。ボール当ての的にされる。理由は作中にて落盤に巻き込まれ気絶、それから何もしなかったため。事実この回ではトボッケーの気絶のせいで、ムージョとドンジューローがメカの操縦に四苦八苦していた。
泥人形の刑
第24話、中世ボヘミアからの帰還後。命の水の入手の失敗に対する判決ではなく、法廷侮辱罪に問われての処罰。この回、トボッケーが出した弁護士メカが「いよぉー裁判長大統領、こんちまたにくいねぇ、女殺し」と発言したことがそのきっかけだった。首から下を覆われた粘土と共にろくろに回されながら、色々なものに作られた。
ワニワニバックンの刑
第25話。「はるばる(蛇がモチーフのメカのヤナコンダーで)アマゾンにまで行ってカエル(型のシステムメカ)にバカにされた3人を代表して」という非常に適当な理由から処された。口を開け閉めしているワニの頭部型メカの上にバネで宙吊りにされる。
迷路の刑
第28話。広大な上に出口のない迷路の中を延々とさまよわされる刑罰。処罰理由は「（他の2人と比べて）たかが野菜のメカにやられるようなメカを作ったトボッケーの責任は最も重い」から。
トラ刈りの刑
第35話。「（他の2人の罪よりも）口ばっかり達者でいつも失敗ばかりしているトボッケーの罪は一番重い」ことから有罪に。ドンジューローが操作するメカによって全身をバリカンで切り裂かれる（「虎刈り」とこの話のテーマの「虎狩り」が掛かっている。）。最後に「全国の女子高生の皆さん、助けて!」と懇願し、バリカンで殴られた。
二枚目の刑
第38話。処罰理由はずばりメカ戦で完敗（チャンバラン→アクダマジェットシン。最後はゼンダゴリラの連続攻撃で大破）したことに対する責任。顔を無理やり整形させられ、しまいには脚まで伸ばされた。
ところてんの刑
第41話。ところてんのように平らに潰されて下の筒へ落とされ、潰されてまた下の筒へと押し出されるのを繰り返される刑罰。処罰理由は2代目弁護士メカがうっかり検事側の「予算を使った割には工夫のないアイデア不足にある」という文書を読んだため。この際サイバンマシーンは「弁護してちょうだいよ〜」と妙にノリが良かった。
サンドバッグの刑
第42話。「弱いメカを作ったトボッケーの罪は重い」として即行で処された。四方八方からパンチが飛んでくる中でスパーリングをさせられる。操作担当のムージョに「ムージョ、よく聞け! お前よりさくらの方が美人だー!」と本音混じりの文句を言った途端、パンチの一斉攻撃を喰らい、「こんな番組辞めてやる!」と怒り心頭だった。
気長の刑
第48話。処罰理由は「最後まで諦めずに戦おうとせず、あっさり負けた」から。鉄球付きの足枷をつけられて、塩粒の数を数えさせられる。自棄を起こすとサイバンマシーンが操るメカに殴られるおまけが付いている。
キャッチャーミットの刑
映画で登場。ボール当ての刑と同じ。

### ドンジューロー
断食の刑
第3話。処罰理由は「メカ戦敗退の全ての元凶」。鳥かごのような牢屋に閉じ込められて、他のメンバーの食事の光景を見せられながら断食させられた結果、やつれてしまった。
岩石落としの刑
第5話。「メカ戦でトボッケーとムージョが焦る中、涼しい顔でただ見ていただけだった」から。トボッケーが作った、ニャラボルタが穴にナイフを刺していくロシアンルーレット式の罰で、当たりの穴にナイフを入れると紐が切れて装置が作動、頭上の岩が落ちる。落下と同時に屋敷が崩れ落ちた。
ジュージューの刑
第15話。時間がないためすぐに処された。処罰理由は「脂がのっているから」。熱い鉄板の上に乗せられる。
風船の刑
第16話。ただでさえ太っているという理由で処された。トボッケーとニャラボルタによって体に空気を送り込まれて風船玉のようにされ、最後は爆発。殆ど似た様な理由で二週連続で有罪となった珍しいケースでもある。
大仏の刑
第21話。処罰理由は反省している他の2人（実際は演技）を嘲笑したことで、全く反省していないと見なされたため。頂上に大仏と同じポーズと格好で固定され、ダルマ落としの要領で下の針地獄へと近付いていく。
ウサギとカメの刑
第27話。処罰理由は「台詞がほとんどなかったから出番を与える」ためというこれまでにないほど理不尽なもの。手足の自由を奪われた上でターンテーブルを走るウサギ型メカかカメ型メカのどちらかに乗せられ、その後ろを大きな電気丸のこの刃が追いかけてくる。特別に選択権があり、最初ドンジューローはカメを選んだが、カメのスピードが遅すぎてウサギに変えた。ところが今度はスピードが早すぎて早くターンテーブルを一周してしまい、前方にいる鋸刃に自分から当たってしまった（ぶつかる直前にドンジューローが叫ぶ顔のアップで本編は終了した）。
お金積みの刑
第30話。敗北そのものよりも、サボテンメカの制作費をネコババしていたことによってメカの弱体化を招いたことに対する責任を問われて有罪に。天秤にパンツ一丁で縛り付けられたドンジューローと積まれたコインの皿をそれぞれ置き、積まれたコインの重さ次第でドンジューローの下で燃えさかる炎によって尻が焼かれる。
初舞台の刑
第32話。アクダマトリオを辞めて歌舞伎役者への復帰を考えていたため。高所に設置された狭い舞台に立たされ、さらにその舞台がだんだん狭くなっていき最後は落下。それと同時に何故か屋敷も真下に陥没する。なお判決が下った時、ドンジューローは「舞台に立てるんでっか?」と喜んでいた。
メリーゴーランドの刑
第40話。処罰理由は「まるで活躍しなかった」から。3体の馬に揺られながら、ドンジューローの乗った馬の前後の馬たちに蹴られ、乗った馬に突き上げられて上から拳骨を喰らった後に、乗った馬が高速回転する刑罰。
機関車の刑
第47話。時間の都合により審議なしで、「力自慢であるにも拘らず、全く役に立たなかった」ことから処された。槍の穂先がある板に左右を挟まれ、右にバネ、左に鎖が付いた鉄の輪で固定される。そしてニャラボルタが操縦する機関車で引かれれば左の板、逆に緩まればバネの力で右の板に引き寄せられる刑罰。

### 3人全員または複数
猛獣の刑
第6話。番組初の3人全員が処された刑。「汝ら、また失敗をしたな。その罪は海よりも深し」と告げた途端、3人が責任を擦り付け合ったのを「お前たちのチームワークがなってないがための失敗だ」と咎めた上で言い渡した。ムージョが水車でネズミ、トボッケーがその水車で雲梯をしながら猿、ドンジューローがコンベアの上でゴリラをそれぞれさせられる。トボッケーには下から時折伸びてくる針が、ドンジューローにはコンベアの後方にある巨大な回転ノコギリがそれぞれ襲ってくる。
オイルの天ぷら揚げの刑
第36話。処罰理由は「イメージチェンジであるにも拘らず、無様な敗北を喫したことは許せない」から。3人揃って抵抗しようとしたが、サイバンマシーンが内蔵銃火器を全展開して対抗したために降参し、3人全員が処された。ニャラボルタが踏んで操作する巨大な穴空きお玉に乗せられた3人が下にある高温のオイルに落とされて、天ぷらにされる刑罰（劇中では落ちていない）。
ガムテープの刑
第37話。トボッケーとドンジューローが「何もしなかった」という理由で処された。体中に貼られたガムテープを剥がされて毛を毟られる刑罰。サイバンマシーンは当初彼らの発言を許可するつもりだったようだが、「どうせ罪の擦りっこ（擦り合い）をすることだろうから」ということで結局しなかった。
入れ歯ガチガチの刑
第45話。シーソーに立たされた3人が前後にある巨大入れ歯の機械に襲われる刑罰。尺の関係からか即刻処された。
この他、テーマソングでは、晩飯抜き、昼飯抜き、おやつなしといった刑が歌われている。
曲中では、ムージョが作中と同じ理由でトボッケーに、トボッケーが「逃げ足が遅い」という理由でドンジューローに、ドンジューローが「お喋りすぎる」という理由でムージョに責任転嫁している。

## スタッフ
前作の『ヤッターマン』では病気療養中だったために制作に参加しなかった小山高男が、本作品では第9話よりシリーズに復帰している。
- 製作 - 吉田健二
- 原作 - タツノコプロ企画室（連載誌 - 『てれびくん』、『小学館学習雑誌』）
- 企画 - 九里一平、鳥海尽三、柳川茂、酒井あきよし
- 音楽 - 神保正明（現・神保雅彰）、山本正之
- 担当ディレクター - 原征太郎（ - 第37話）、大貫信夫
- 文芸担当 - 小山高男（第38話 - ）
- オープニングアニメ - 田中亨
- プロデューサー - 永井昌嗣、横尾潔
- キャラクターデザイン - 天野嘉孝
- メカニックデザイン - 大河原邦男
- 美術スタイリング - 多田喜久子
- 担当 - 別所孝治、田島潔（フジテレビ）、内間稔、大野実（読売広告社）
- 総監督 - 笹川ひろし
- 美術担当 - 岡田和夫
- 録音制作 - ザックプロモーション
- 録音ディレクター - 鳥海俊材
- 効果 - 加藤昭二（アニメサウンドプロダクション）
- 録音 - 高橋久義
- 現像 - 東京現像所
- 制作担当 - 松本堯一、岡嶋雄二、加藤長輝
- 制作協力 - アニメフレンド、アニメルーム、葦プロダクション、アドコスモ、スタジオナイト、タマプロダクション
- 制作 - フジテレビ、タツノコプロ

## 主題歌
オープニングテーマ「ゼンダマンの歌」
作詞・作曲 - 山本正之 / 編曲 - 神保正明 / 歌 - 藤井健
第38話からは、オープニング映像にゼンダゴリラ、ゼンダコトラ、ゼンダワンの映像が追加したものが放送された。
アルバム『アニメの大王』には山本によるセルフカバー版が収録されている。
エンディングテーマ「これまたアクダマン」
作詞・作曲 - 山本正之 / 編曲 - 神保正明 / 歌 - 山本まさゆき
各番締め「♪これまたアクダマン〜」のフレーズは、第7話から第35話まで（第32話は除く）メカ戦の決着後に行われた「勝利の確認」で、最後にゼンダライオンが歌って締めた。
第38話から第51話までは、アクダマンとニャラボルタが地球を抱えている場面に、「スタッフ一同がんばっています また見てね!」というテロップが添えられた。
挿入歌
「ゼンダライオン」
作詞 - 松山貫之 / 作曲 - 山本正之 / 編曲 - 神保正明 / 歌 - 山本まさゆき 他
出動の際に挿入歌として使用。第19話では出動がアクダマンによるパロディであるため、アクダマンが歌い、第31話ではアクダライオン（ただしライオンビームで顔が焼けた状態）が歌った。途中「新ゼンダライオンの歌」にその役目を譲るも終盤近くで復活した。第6話、最終回では三ツ矢と滝沢によるデュエットバージョンが流れた（1番のみ）。
また第5話から第35話までは、番組が募集した視聴者がタイムトンネル走行中に流れる同曲を歌うサービスも行われており、応募が集まるまではスタッフやキャストの子供が担当していた。
「わすれっこなしよ」（第14話、第24話）
作詞・作曲 - 山本正之 / 編曲 - 神保正明 / 歌 - 三ツ矢雄二、滝沢久美子
第24話ではムージョがこの歌を歌った。
『逆転イッパツマン』の第25話では放夢ランがカラオケでこの曲を熱唱した。
「タイムボカン」（第16話）
作詞・作曲 - 山本正之 / 編曲 - 市久 / 歌 - 山本まさゆき、三ツ矢雄二、滝沢久美子、佐久間あい
『タイムボカン』のOPテーマ。この回の出動シーンで使用。山本は原曲時とは大幅に異なった歌い方をしている。
「とんでもニャー猫ニャラボルタ」（第51話）
作詞 - 松山貫之 / 作曲 - 山本正之 / 編曲 - 神保正明 / 歌 - 池田勝
オリジナルは杉本真人とスクールメイツブラザーズの歌唱。
「サイバンマシーンとアクダマン」
作詞・作曲 - 山本正之 / 編曲 - 神保正明 / 歌 - 小原乃梨子、八奈見乗児、たてかべ和也、鈴木雪夫
同曲の中では、宮村義人ではなくザ・ブレッスン・フォーのメンバーの鈴木雪夫がサイバンマシーンを演じている。
「救援メカのうた」
作詞・作曲 - 山本正之 / 編曲 - 神保正明 / 歌 - ねもとあゆみ
「新ゼンダライオンの歌」
作詞 - 松山貫之 / 作曲 - 山本正之 / 編曲 - 神保正明 / 歌 - 山本まさゆき、スクールメイツブラザーズ
挿入歌として第36話から使用された。
「ムージョ様のために」（第52話）
作詞・作曲 - 山本正之 / 編曲 - 神保正明 / 歌 - 小原乃梨子、八奈見乗児、たてかべ和也 / セリフ - 富山敬
次回作である『タイムパトロール隊オタスケマン』の第26話でも歌詞を一部改変して使用された。
「おだてブタ」
作詞 - 松山貫之 / 作曲・編曲 - 筒井広志 / 歌 - 小原乃梨子、八奈見乗児、たてかべ和也、富山敬、スクールメイツ・ブラザーズ
「ヤッターマン」の挿入歌として製作された曲であり、本作品でもアクダマンとおだてブタが劇中で歌唱している。

## 各話リスト
| 話数   | 放送日        | サブタイトル                     | 脚本                    | 演出                | 作画監督   | キャラクター      | 登場悪玉メカ                                 |
| ------ | ------------- | -------------------------------- | ----------------------- | ------------------- | ---------- | ----------------- | -------------------------------------------- |
| 第1話  | 1979年 2月3日 | 無敵はステキ! ゼンダマン         | 山本優                  | 笹川ひろし 大貫信夫 | 芦田豊雄   | -                 | モアの箱舟                                   |
| 第2話  | 2月10日       | 竜宮城だよ! ゼンダマン           | 山本優                  | 大貫信夫            | 平山則雄   | -                 | カメメカ                                     |
| 第3話  | 2月17日       | エデンの園だよ! ゼンダマン       | 佐藤和男                | 押井守              | 海老沢幸男 | -                 | メカコブラン                                 |
| 第4話  | 2月24日       | ヤマタイ国だよ! ゼンダマン       | 山本優                  | 岩田弘              | 鈴木英二   | 下元明子 中森恵子 | ドウタクメカ                                 |
| 第5話  | 3月3日        | 月吉丸の大出世! ゼンダマン       | 祐木仁                  | 湯山邦彦            | 田中保     | 下元明子          | テンシュカックン                             |
| 第6話  | 3月10日       | 大進撃だ八字軍! ゼンダマン       | 山本優                  | 真砂智康 岩田弘     | 鈴木英二   | 下元明子 中森恵子 | ヨロシクヨロイ                               |
| 第7話  | 3月17日       | 走れ白馬! ゼンダマン             | 山本優                  | 笹川ひろし 押井守   | 魚取弘     | 下元明子 中森恵子 | 馬蹄型メカ                                   |
| 第8話  | 3月24日       | ドン・万次郎だよ! ゼンダマン     | 佐藤和男                | 八尋旭 岩田弘       | 鈴木英二   | 下元明子 中森恵子 | クロフーネン                                 |
| 第9話  | 3月31日       | ボケの仙人だよ! ゼンダマン       | 小山高男                | 八尋旭 高井戸仁     | 渡瀬健太郎 | 中森恵子          | スイトルン                                   |
| 第10話 | 4月7日        | 超徳太子だよ! ゼンダマン         | 山本優                  | 押井守              | 西城隆詞   | -                 | 三重の塔メカ                                 |
| 第11話 | 4月14日       | 父をたずねて三千里! ゼンダマン   | 海老沼三郎 酒井あきよし | 真砂智康 岩田弘     | 鈴木英二   | 下元明子 中森恵子 | メカホース                                   |
| 第12話 | 4月21日       | 長靴をはいた猫! ゼンダマン       | 佐藤和男                | 大貫信夫            | 平山則雄   | 下元明子 中森恵子 | メカシューズン                               |
| 第13話 | 4月28日       | バイキングだよ! ゼンダマン       | 山本優                  | 八尋旭 湯山邦彦     | 笹木寿子   | -                 | コバンマリン                                 |
| 第14話 | 5月5日        | 謎のアステカ! ゼンダマン         | 山本優                  | 八尋旭 岩田弘       | 鈴木英二   | 下元明子 中森恵子 | ハネスネーク                                 |
| 第15話 | 5月12日       | ジンギスカンだよ! ゼンダマン     | 筒井ともみ              | 八尋旭 高井戸仁     | 渡瀬健太郎 | 下元明子 中森恵子 | ジュージューメカ                             |
| 第16話 | 5月19日       | こぶとりじいさんだよ! ゼンダマン | 酒井あきよし            | 高垣幸蔵 押井守     | 平山則雄   | 下元明子 中森恵子 | オニダルマメカ                               |
| 第17話 | 5月26日       | 未来の宇宙へ! ゼンダマン         | 佑木仁                  | 八尋旭 岩田弘       | 鈴木英二   | 下元明子 中森恵子 | デストロンロケット                           |
| 第18話 | 6月2日        | 氷河のマンモス! ゼンダマン       | 山本優                  | 押井守              | 西城隆詞   | -                 | キバルーン                                   |
| 第19話 | 6月9日        | アパッチの宝だよ! ゼンダマン     | 小山高男                | 真砂智康 岩田弘     | 鈴木英二   | 下元明子 中森恵子 | ガトリング銃型メカ                           |
| 第20話 | 6月16日       | バラサイユだよ! ゼンダマン       | 海老沼三郎              | 棚橋一徳 長谷川康雄 | 林政行     | 中森恵子          | メカボトラー                                 |
| 第21話 | 6月23日       | ジャムの長政! ゼンダマン         | 小山高男                | 大貫信夫            | 平山則雄   | 中森恵子          | ダイブツン                                   |
| 第22話 | 6月30日       | ポンペイの最期だよ! ゼンダマン   | 小山高男                | 真砂智康 岩田弘     | 鈴木英二   | 中森恵子          | モアイモアイ                                 |
| 第23話 | 7月7日        | かぐや姫だよ! ゼンダマン         | 佐藤和男                | 大貫信夫            | 西城隆詞   | -                 | ギューバコン                                 |
| 第24話 | 7月14日       | ゴーレム魔人だよ! ゼンダマン     | 山本優                  | 押井守              | 平山則雄   | 中森恵子          | ボヘミワゴン                                 |
| 第25話 | 7月21日       | アマゾン殺人事件だよ! ゼンダマン | 山本優                  | 押井守              | 西城隆詞   | -                 | ヤナコンダ                                   |
| 第26話 | 7月28日       | 水戸紅門だよ! ゼンダマン         | 小山高男                | 岩田弘              | 鈴木英二   | 中森恵子          | アラエッサッサー                             |
| 第27話 | 8月4日        | 不思議な国のアリス! ゼンダマン   | 佐藤和男                | 大貫信夫            | 加藤章子   | 中森恵子          | ピョンタンク                                 |
| 第28話 | 8月11日       | 牛頭魔人だよ! ゼンダマン         | 山本優                  | 岩田弘              | 魚取弘     | 中森恵子          | バレテノンメカ                               |
| 第29話 | 8月18日       | 坂本リョーマだよ! ゼンダマン     | 山本優                  | 大貫信夫            | 西城隆詞   | 西城隆詞          | 黒船メカ                                     |
| 第30話 | 8月25日       | 怪傑ソロだよ! ゼンダマン         | 山本優                  | 岩田弘              | 平山則雄   | 中森恵子          | サボテンメカ                                 |
| 第31話 | 9月1日        | クックンの大航海だよ! ゼンダマン | 佐藤和男                | 真砂智康 岩田弘     | 鈴木英二   | 中森恵子          | アクダライオン                               |
| 第32話 | 9月8日        | 弁慶サンだよ! ゼンダマン         | 山本優                  | 押井守              | 西城隆詞   | 中森恵子          | ドンドンブリッジメカ                         |
| 第33話 | 9月15日       | 有能忠敬だよ! ゼンダマン         | 酒井あきよし            | 真砂智康 岩田弘     | 鈴木英二   | 中森恵子          | フラジンのランプメカ                         |
| 第34話 | 9月22日       | ヨーローの滝だよ! ゼンダマン     | 小山高男                | 押井守 案納正美     | 西城隆詞   | 中森恵子          | 瓢箪メカ                                     |
| 第35話 | 9月29日       | トラ退治だよ! ゼンダマン         | 酒井あきよし            | 案納正美 小島多美子 | 平山則雄   | 中森恵子          | ハリコタイガー                               |
| 第36話 | 10月6日       | チャーンカムバック! ゼンダマン   | 山本優                  | 大貫信夫 鴫野彰     | 加藤章子   | 中森恵子          | オコルスキー→キラー・オコルスキー            |
| 第37話 | 10月13日      | 金のガチョウだよ! ゼンダマン     | 佐藤和男                | 真砂智康 岩田弘     | 鈴木英二   | 西城隆詞          | タマコング                                   |
| 第38話 | 10月20日      | 鼻のベルジュラック! ゼンダマン   | 酒井あきよし            | 押井守 小島多美子   | 西城隆詞   | 西城隆詞          | チャンバラン→アクダマジェットシン            |
| 第39話 | 10月27日      | 桃太郎さんだよ! ゼンダマン       | 佐藤和男                | 真砂智康 岩田弘     | 鈴木英二   | 西城隆詞          | オニオンメカ→アクダブッチャー                |
| 第40話 | 11月3日       | とべよペガサス! ゼンダマン       | 佐藤和男                | 案納正美 小島多美子 | 西城隆詞   | 西城隆詞          | ハープンプン                                 |
| 第41話 | 11月10日      | 花咲かじいさんだよ! ゼンダマン   | 佐藤和男                | 永樹凡人 関田修     | 上條修     | 西城隆詞          | ハナタンク                                   |
| 第42話 | 11月17日      | 天才ダビンチ! ゼンダマン         | 山本優                  | 真砂智康 岩田弘     | 鈴木英二   | 西城隆詞          | オーソレミーヨ→アクダババ                    |
| 第43話 | 11月24日      | 古代オリンピックだよ! ゼンダマン | 小山高男                | 案納正美 鴫野彰     | 平山則雄   | 西城隆詞          | ヒガボーボー                                 |
| 第44話 | 12月1日       | コサック勇士だよ! ゼンダマン     | 山本優                  | 案納正美 鴫野彰     | 西城隆詞   | 西城隆詞          | オロロンスキー                               |
| 第45話 | 12月8日       | オオカミ男だよ! ゼンダマン       | 山本優                  | 永樹凡人 鈴川元昭   | 窪秀巳     | 吉田すずか        | マリンカメゴン                               |
| 第46話 | 12月15日      | 巨人の国だよ! ゼンダマン         | 佐藤和男                | 真砂智康 岩田弘     | 鈴木英二   | 西城隆詞          | ボストーンバックーン（アサッテノジョーダン） |
| 第47話 | 12月22日      | タイムモンスターだよ! ゼンダマン | 山本優                  | 大貫信夫 関田修     | 上條修     | 西城隆詞          | 時空超特急イナズマ号→アイアンタイガー        |
| 第48話 | 12月29日      | パーパーマンだよ! ゼンダマン     | 佐藤和男                | 案納正美 岩田弘     | 鈴木英二   | 西城隆詞          | ガブリンタンク                               |
| 第49話 | 1980年 1月5日 | 武蔵ホームラン! ゼンダマン       | 山本優                  | 広川和之 鈴川元昭   | 窪秀巳     | 西城隆詞          | ジャイアントブッチャー                       |
| 第50話 | 1月12日       | 天女の羽衣だよ! ゼンダマン       | 海老沼三郎 酒井あきよし | 押井守 小島多美子   | 加藤章子   | 吉田すずか        | イカリ・ザ・セーラーマン                     |
| 第51話 | 1月19日       | 命のもと発見! ゼンダマン         | 小山高男                | 案納正美 岩田弘     | 鈴木英二   | 西城隆詞          | 恐竜メカ                                     |
| 第52話 | 1月26日       | ああ命のもと! ゼンダマン         | 小山高男                | 大貫信夫 鴫野彰     | 平山則雄   | 西城隆詞          | 恐竜メカ                                     |

## 放送局
系列は本放送終了時点のもの、放送時間は個別に出典が提示されているものを除き1979年7月中旬 - 8月上旬時点のものを使用する。
| 放送地域       | 放送局         | 放送系列                                     | 放送日時                                                                            | 備考                                 |
| -------------- | -------------- | -------------------------------------------- | ----------------------------------------------------------------------------------- | ------------------------------------ |
| 関東広域圏     | フジテレビ     | フジテレビ系列                               | 土曜 18:30 - 19:00                                                                  | 制作局                               |
| 北海道         | 北海道文化放送 | フジテレビ系列                               | 土曜 18:30 - 19:00                                                                  |                                      |
| 宮城県         | 仙台放送       | フジテレビ系列                               | 土曜 18:30 - 19:00                                                                  | [ 12 ]                               |
| 山形県         | 山形テレビ     | フジテレビ系列 テレビ朝日系列                | 土曜 18:30 - 19:00                                                                  |                                      |
| 富山県         | 富山テレビ     | フジテレビ系列                               | 土曜 18:30 - 19:00                                                                  | [ 13 ]                               |
| 石川県         | 石川テレビ     | フジテレビ系列                               | 土曜 18:30 - 19:00                                                                  | [ 13 ]                               |
| 福井県         | 福井テレビ     | フジテレビ系列                               | 土曜 18:30 - 19:00                                                                  | [ 13 ]                               |
| 静岡県         | テレビ静岡     | フジテレビ系列                               | 土曜 18:30 - 19:00                                                                  |                                      |
| 中京広域圏     | 東海テレビ     | フジテレビ系列                               | 土曜 18:30 - 19:00                                                                  |                                      |
| 近畿広域圏     | 関西テレビ     | フジテレビ系列                               | 土曜 18:30 - 19:00                                                                  |                                      |
| 鳥取県・島根県 | 山陰中央テレビ | フジテレビ系列                               | 土曜 18:30 - 19:00                                                                  |                                      |
| 広島県         | テレビ新広島   | フジテレビ系列                               | 土曜 18:30 - 19:00                                                                  |                                      |
| 岡山県・香川県 | テレビ岡山     | フジテレビ系列                               | 土曜 18:30 - 19:00                                                                  | 現・岡山放送 10話から放送            |
| 福岡県         | テレビ西日本   | フジテレビ系列                               | 土曜 18:30 - 19:00                                                                  |                                      |
| 長崎県         | テレビ長崎     | フジテレビ系列 日本テレビ系列                | 土曜 18:30 - 19:00                                                                  |                                      |
| 沖縄県         | 沖縄テレビ     | フジテレビ系列                               | 土曜 18:30 - 19:00                                                                  |                                      |
| 青森県         | 青森テレビ     | TBS系列                                      | 月曜 17:30 - 18:00                                                                  |                                      |
| 岩手県         | テレビ岩手     | 日本テレビ系列 テレビ朝日系列                | 金曜 17:30 - 18:00（1979年2月 - 9月） →金曜 17:10 - 17:40（1979年10月 - 1980年2月） | [ 14 ]                               |
| 秋田県         | 秋田テレビ     | フジテレビ系列                               | 金曜 17:00 - 17:30                                                                  |                                      |
| 福島県         | 福島中央テレビ | 日本テレビ系列                               | 土曜 6:17 - 6:45                                                                    | 1987年に放送                         |
| 新潟県         | 新潟総合テレビ | フジテレビ系列 日本テレビ系列 テレビ朝日系列 | 火曜 16:50 - 17:20                                                                  | 現・NST新潟総合テレビ 1980年頃に放送 |
| 山梨県         | 山梨放送       | 日本テレビ系列                               | 月曜 17:30 - 18:00                                                                  |                                      |
| 長野県         | 長野放送       | フジテレビ系列                               | 土曜 18:00 - 18:30                                                                  | [ 17 ]                               |
| 山口県         | テレビ山口     | TBS系列 フジテレビ系列                       | 木曜 17:30 - 18:00                                                                  |                                      |
| 佐賀県         | サガテレビ     | フジテレビ系列                               | 土曜 18:00 - 18:30                                                                  |                                      |
| 熊本県         | テレビ熊本     | フジテレビ系列 日本テレビ系列 テレビ朝日系列 | 金曜 17:25 - 17:55                                                                  |                                      |
| 大分県         | 大分放送       | TBS系列                                      | 水曜 17:20 - 17:50                                                                  |                                      |
| 宮崎県         | テレビ宮崎     | フジテレビ系列 日本テレビ系列 テレビ朝日系列 | 土曜 17:00 - 17:30                                                                  |                                      |
| 鹿児島県       | 鹿児島テレビ   | フジテレビ系列 日本テレビ系列 テレビ朝日系列 | 水曜 17:15 - 17:45 →木曜 17:15 - 17:45（最終回時点）                                | 1980年5月1日まで放送                 |

## 劇場版
『ゼンダマン ピラミッドの謎の箱だよ!ゼンダマン』は、1980年3月15日に公開された日本のアニメ映画。
『東映まんがまつり』内で上映された一篇であり、併映は『世界名作童話 森は生きている』『銀河鉄道999 ガラスのクレア』『仮面ライダー 8人ライダーVS銀河王』『花の子ルンルン こんにちわ桜の国』の4本。
前二作の劇場版は、タツノコプロと関連の深い東宝による『東宝チャンピオンまつり』内で上映されたが、1978年春の興行をもって『東宝チャンピオンまつり』は終了。そのため同作品は『東映まんがまつり』内での上映という形に変更された。
シリーズ初の劇場用新作として制作された同作品であるが、内容はテレビシリーズ第36話以降の「ゼンダゴリラ篇」に準じたものであり、上映時間は前述の通りテレビシリーズより短い13分とされている。また他のテレビ作品の劇場用新作と同様、オープニングとエンディングはテレビシリーズのものを使用。「ピラミッドの〜」もサブタイトル的な扱いである。
登場するアクダマメカはスフィンクスがモデルのハンブンライオン。
ストーリー
「命のもと」を探し求める紋者博士は、手掛かりとして1個の鍵を見つける。その鍵はウソ800年のエジプトのギザのピラミッドの、頂上にある箱の物だった。だが例によってこの鍵をアクダマンに奪われ、アクダマンはアクダマメカ・ハンブンライオンで出撃、それを知った鉄ちゃんとさくらちゃんも、それぞれゼンダマンに変身し、ゼンダライオンたちと共に出撃した。
現場にいち早く到着したアクダマンは、早速箱を手に入れる。だがムージョのミスで箱は取り返すが、鍵を入手しているのはアクダマンだった。そしてその鍵をめぐって、ゼンダゴリラとハンブンライオンのメカレスの開始となった。
エジプトに特設されたリングで、両メカの戦闘が始まる。最初はゴリラが優勢だったが、ムージョの「今週の悩ましポーズ大作戦」でゴリラのパワーはダウン、そこでゼンダワンがエネルギーカプセルを投入、そして「愛のムチ」でゴリラは「野生の目覚め」となり、ハンブンライオンを撃破、鍵を取り返した。
早速ゼンダマンが箱を開けると、中から大男が出て来た。大男は、悪事をしたため800年もの間、箱に封印されていた。彼が改心したことを宣言すると、魔法大王が現れ、彼を免罪するのだった。

## 映像ソフト
VHS
- 竜の子TVアニメ・シリーズ タイムボカンシリーズ（ポリドール）

1989年5月25日発売。3巻に第17話。5巻に第38話を収録。
- ゼンダマン 無敵はステキ!ゼンダマン編（パイオニアLDC）
- ゼンダマン ああ命のもと!ゼンダマン編（パイオニアLDC）

1998年11月25日発売。それぞれ、第1話 - 第2話、第51話 - 最終話収録。
LD
- タツノコハイパーコレクションLDボックス ゼンダマン（パイオニアLDC）

Part1
Part2
DVD
- ゼンダマンDVD-BOX（パイオニアLDC）

BOX1 2002年8月23日発売。
BOX2 2003年10月25日発売。

## 漫画
- てれびくん 作画：宮のぶなお

## その他の作品での登場
- 1981年3月公開の「東映まんがまつり」内で上映された『タイムパトロール隊オタスケマン アターシャの結婚披露宴!?』に、他シリーズ作品の善玉・悪玉と共に、ゼンダマンとアクダマンが登場（実はトンマノマントによる幻影）、劇中ではゼンダライオンの出撃シーンと、第1話のゼンダライオンと箱船メカとのメカ戦が挿入された。ただし上映時間の関係上、「レールシステムメカのパーツが余って箱船メカが一旦停まってしまう」シーンは省かれた。
- 1981年11月7日放送の『ヤットデタマン』第40話「六周年だよ! 舞台中継」に、ゼンダマン・アマッタン・紋者博士・アクダマン・ニャラボルタが、他作品の善玉・悪玉と共に、観客役で出演している。
- OVA『タイムボカン王道復古』の第1話ではゼンダマンの2人が「オール3悪メカメカ猛レース」の観客として、レースの参加者としてアクダマンが登場。搭乗メカはアクダライオン（劇中ではアクダマライオンと呼称。本作品とは異なり喋らない）。終盤マージョ一味（タイムボカン）の罠にかかるもいち早く脱出に成功、ゴール直前でムージョのお色気ポーズを披露するほどの余裕を見せるもドロンボー一味（ヤッターマン）が追い上げてきたことで慌てて発進しようとするも罠からの脱出でエネルギーを使いすぎてしまっており、リタイア。さらにはムージョが怒りに任せて自爆スイッチを押してしまった（実際の爆発シーンはなし）。
- 2000年に発売されたプレイステーション用ゲーム『ボカンGoGoGo』ではシャレコウベメカ、ゼンダライオンが登場。アクダマン側は不思議な力を持った花・シュヤクノザを巡るレースに参加。レース勝利後、ムージョの色仕掛けによりドクロベエからシュヤクノザの蜜を飲むと玉のような肌になるという情報を聞き出す。しかし飲んだ後、玉のような肌どころか玉そのものになってしまい、駆けつけたゼンダマンに嘲笑される。